# 尉苌命
尉苌命（？—6世紀），胡姓尉迟氏，太安郡狄那县（今山西省晋中市寿阳县）人，北魏、東魏官员。

## 生平
尉苌命的父亲尉显是北魏镇远将军、代郡太守。尉苌命性格忠厚温和，有气量见识。正光五年（524年），破六韩拔陵发动叛乱时，尉苌命寄居到太原郡。等到高欢将要起兵时，尉苌命参与了谋划，跟随高欢在韩陵之战击败尔朱氏的联军，出任安南将军。樊子鹄占据兖州反叛，尉苌命出任东南道大都督，和各路军队一起将樊子鹄讨伐平定。尉苌命又转而镇守范阳城，就地出任幽州刺史，都督安、平二州军事。幽州在北魏边境，土地荒芜民众离散，尉苌命虽然喜好聚敛财富，不过还能以恩信安抚人心，不久因为患病离职。没多久，尉苌命再度被征召出任车骑大将军、都督西燕幽沧瀛四州诸军事、幽州刺史，在幽州去世。朝廷赠予尉苌命原本的官职，加司空，谥号武庄。

## 其他
元象元年（538年），尉苌命在幽州建造尉使君寺，该寺庙后改名为智泉寺，武则天时期改名大云寺，开元年间又改为龙兴寺。　

## 家庭

### 子女
- 尉破侯，北齐中书令、尚书左仆射、尚书令、录尚书事、广业王[1]
- 尉兴庆，东魏冠军将军、集中闵壮公

## 延伸阅读
[在维基数据编辑]
 《北齊書/卷19》，出自李百药《北齊書》
 《北史·卷053》，出自李延壽《北史》